# فضل كريدي
 فضل كريدي  (1950 -) هو مغني شعبي يمني.

## حياته ونشأته
(1950-) ولد في محافظة لحج، ويعتبر من أفضل الفنانين في اليمن.
كان أحد الموظفين في مستشفى عباس في محافظة لحج، في 1974م وأنتقل إلى عدن وعمل في القوات البحرية، وكون فرقة موسيقية وكان قائداً لها، وكانت الفرقة تشارك في المناسبات الوطنية وقد استمر فيها حتى عام 1982م، بعدها انتقل إلى الثقافة.

## مسيرته
تشرّب الفن في صباه وغنى في مسرح عام قبل أن يبلغ الحلم، فهو أحد حداة إحدى القوافل الفنية الغنائية التي شدت رحالها من لحج الخضيرة، وبساتين الحسيني والحوطة ودار سعد وجابت السمع في أصقاع اليمن والجزيرة والبلاد العربية.
صاحب الفنان فيصل علوي في صباه، وكانا عازفين بامتياز ومغنيين في العديد من الفرق الفنية التي زخرت بها الحوطة حاضرة لحج في الستينيات من القرن الماضي حينما كانت بلاد الأنس والسلا ورقصات الدان والشاعر والفنان الفذ «القمندان».
من الحوطة المحروسة في لحج الخضيرة انطلق صوت الفنان فضل محمد كريدي في الستينيات، كان يومها في الثالثة عشرة تقريباً يعزف ويغني.. نعم كان في هذا العمر يغني، وكيف لا يغني وأبوه كان فناناً وأغلب أفراد أسرته كانوا كذلك أيضاً، فقد كان الغناء والفن من مكونات الأسرة.
أربعة عقود حافلة بالعطاء الفني والغنائي مرت على الفنان فضل محمد كريدي، وفي هذا الزمن ظل صوت كريدي ومازال يشنّف الأسماع بأغانيه العذبة وألحان أغانيه التي تناثرت على إيقاعاتها رقصات لاتعد وأطربت ذكريات أعراس لا تحصى، وأنشدت للوطن الكثير في أعياده الوطنية أغاني المجد والخلود، وأحيت العديد من ليالي السمر.
شارك في احتفالات خارج الوطن مرتين، كانت الأولى في عام 1975م في الجماهيرية الليبية، وذلك في مهرجان الشباب الأول وكان حينها ضمن أعضاء الفرقة الوطنية، وكان معه من الفنانين عوض أحمد والفنان سالم العامري، أما المشاركة الثانية فقد كانت في الكويت في عام 1985م وكانت مع فرقة إدارة الثقافة التابعة لمحافظة لحج.. حينها كان مدير الفرقة الشاعر أحمد سيف ثابت وقائد الفرقة أحمد تكرير، والفنانون الذين كانوا معه هم عوض أحمد وهاشم هرهرة، وأحمد محسن عبد الله «الشلن» وسعيد سيلان وكانت هذه آخر مشاركة له خارج الوطن.

## أعماله
كان أول ظهور له في الستينيات حيث غنا من كلمات الشاعر أحمد عباد الحسيني، والحان صلاح ناصر كرد قصيدة ومازال يتذكر مطلعها الذي يقول:
إنه الوجه الجديد صاحب الصوت الفريد
صار يُحيي من جديد فن هارون الرشيد
ويتذكر هذه الأغنية لأنها كانت أول أغنية خاصة به، وشارك بها ضمن مجموعة من الفنانين منهم عبد الكريم توفيق، داوود سعيد باشا، ومحمد عوض شاكر، وفيصل علوي، وعوض أحمد.
كانت أغنية «دامت الفرحة ودام الأنس دام» أول ما غنا في الستينيات، وهي من كلمات الأمير صالح مهدي العولقي، والحان الفنان محمد سعد الصنعاني، بعدها غنا «ياناوي بعادي» من كلمات الشاعر سالم زين عدس ولحن صلاح ناصر كرد، والحقها بأغنية «بغنجه والدلال» كلمات السيد أحمد عمر أسكندر والحان صلاح ناصر كرد.
أغنية «بغنجه والدلال» في إذاعة عدن، وقام بتسجيلها للإذاعة أخاه الأصغر الفنان حسن كريدي.

### مسرحيات
أدى فضل كريدي العديد من المسرحيات منها مسرحية «شهامة العرب» ومسرحية «المروة والوفاء» وغيرها وكان يقوم بتغطية كل مشاهد المسرحيات بالعزف على العود، وأحياناً الكمان.

### ألبوماته
له ست عشرة أغنية سجلها في كاستين لاستيريو 13 يونيو إضافة إلى كاستات سجلت له أثناء الحفلات والأعراس «المخادر» والحفلات العامة التي أحياها، كثيرة منها رسمية ومنها موسمية.
وتقريباً في حدود 12 أغنية سجلها في الإذاعة، سبع أغاني من ألحانه، منها «يكفي أشوفه من بعيد» و«ذوق المر» للشاعر علي عوض مغلس، «نسيتك وانتهى عهدك» للشاعر ناصر علوي الحميقاني، «أقبل علينا العيد» للشاعر علي بن علي الربيح، «باعيش من أجلك» لمحمد ناصر ضيف الله، «ألحان الحب» للشاعر محمد نعمان الشرجبي.
وسجل خمس أغان للشاعر أحمد فضل القمندان وهي من ألحان أحمد فضل القمندان مثل «يا الله بالفرح دوب» «شن ماطر من بعد الصفاء» و«يا قلبي تصبّر».
أما بالنسبة للتليفزيون فقد سجل «يا غايب متى با تعود» وهي قديمة عندما كان التليفزيون أبيض وأسود، وأيضاً له سهرات كثيره وبعضها غير موثقه.
ولحن لفنانين مثل الفنان سعيد أحمد بن أحمد، عوض أحمد، حسن الكريدي، فضل مسعود، كاميليا عنبر، هؤلاء بعض من الفنانين الذين غنوا من ألحانه، كما لحن أوبريت وغناه مع الفنان هاشم هرهرة والفنانة فايزة عبد الله والفنان جعفر عبد الوهاب.
والشعراء الذين تعامل معهم وغنا من تأليفاتهم الشاعر علي عوض مغلس غنا له 12 عملاً، الشاعر ناصر الحميقاني غنا له 14 عملاً، الشاعر علي بن علي الربيح غنا له 16 عملاً، الشاعر محمد نعمان الشرجبي غنا له 5 أعمال، الشاعر علي عمر صالح غنا له 4 أعمال، الشاعر محمد ناصر ضيف الله 10 أعمال، الشاعر أحمد سيف ثابت 4 أعمال، وهناك شعراء غنا لهم من أغنيتين والبعض من أغنية.

## مرضه
تعرض فضل سنة 2014، بحسب نجله عادل إلى جلطة دماغية ونزيف حاد في الدماغ، سافر على إثرها إلى الهند للعلاج، إلا أنه لم يستفد من العلاج ومازال على هذه الحالة حتى اللحظة حيث يحتاج إلى رعاية خاصة، نتيجة مرضه الذي يعاني منه، وتصرف له إعانة وراتبه، من عمله بوزارة الثقافة.